# Le cronache fantastiche di Dino Buzzati
Le cronache fantastiche è una raccolta postuma di articoli dello scrittore italiano Dino Buzzati, che assembla molti testi usciti in origine sul Corriere della Sera, il Corriere d'Informazione e altri periodici, in un arco temporale che va dal 1934 al 1971. L'antologia buzzatiana è apparsa per la prima volta nel 2003 (in un cofanetto di due volumi). La nuova edizione, riveduta e ampliata di altri testi mai prima d'ora pubblicati in volume, è uscita nell'ottobre 2024, anche stavolta a cura di Lorenzo Viganò. 

## Genesi editoriale
La prima edizione conteneva articoli giornalistici mai usciti in volume dopo la prima pubblicazione su riviste e giornali, ma anche altri racconti attinti da collezioni di racconti licenziate da Buzzati durante la sua vita: I sette messaggeri, Paura alla Scala, Il crollo della Baliverna, Sessanta racconti, Il colombre, Le notti difficili. Il primo volume, Delitti, era dedicato alle storie che narrano di delitti immaginari; il secondo volume, Fantasmi, includeva tutti i racconti di Buzzati incentrati su fantasmi, spettri, apparizioni e altri esseri fantastici. 
La nuova edizione rinnovata, pubblicata sempre per Mondadori nel 2024, contiene oltre 100 testi, eliminando i racconti contenuti in altre raccolte, aggiungendo 61 pezzi mai comparsi in volume finora dopo la loro prima pubblicazione sulla stampa.

## I racconti
L'indice dei testi è quello della prima edizione del 2003
- Volume I – Delitti:

- - Lo sciopero del Male
  - Una donna terribile
  - L'esecuzione del commendatore
  - "Happening" a Sparta
  - Fine del Babau
  - Se sono grasso che male c'è?
  - La belva a motore
  - Strage al Pentagono
  - Confidenze del "mostro"
  - Viale Maino
  - Lo spavento dell'antropologo
  - Sembrava
  - Al solito posto
  - Dimenticanze
  - La potenza dell'odio
  - L'amico del bruto
  - La polpetta
  - Il giustiziere
  - Il Kidnapper
  - Tragica pioggia di meteoriti
  - La criminale
  - Uno scandalo alla rovescia
  - Hanno mangiato Adolfo Hitler
  - Paura sul fiume
  - Cacciatori di vecchi
  - Lo scherzo del cofanetto
  - Lettera noiosa
  - Il campionissimo
  - Sciopero
  - Rastrellamenti d'armi
  - Adulterazioni
  - Il vento
  - Lo schiavo
  - Il caso Skoerri
  - Un pomeriggio interessante
  - Teddy boys
  - Martello pneumatico
  - Non aspettavano altro
  - Un'imprudenza fatale
  - Le sei mamme
  - L'atomica dei poveri
  - Lo scarafaggio
  - L'uccisione del drago
  - L'amore punito
  - Il buon nome
  - L'illusionista
  - Frammenti:
    - I documenti da distruggere
    - Perquisizione
    - Senza titolo
    - Il detersivo

- Volume II – Fantasmi:

- - Lo spirito in granaio
  - La camera chiusa
  - Gli amici
  - La villa sull'Appia
  - La casa stregata
  - Un torbido amore
  - Commiato notturno
  - Mondanità
  - Il caso Hedda Lennon
  - L'invidia
  - 'Qualche utile indicazione a due autentici gentiluomini (di cui uno deceduto per morte violenta)
  - Il libro sull'…
  - Un duello all'ultimo sangue
  - Impressionabile
  - «Guardi che…»
  - Quando l'ombra scende
  - Incontro notturno
  - La paura
  - Le reticenze
  - L'assalto al grande convoglio
  - Uno strano caso in montagna
  - Un caso misterioso
  - Il mantello
  - La nostra ora
  - L'idea
  - L'allarme
  - Messaggero del sud
  - Scorta personale
  - L'uomo che si dava arie
  - Il vecchio autista
  - Il caso Mastorna
  - Fantasma ribelle
  - Battaglia notturna alla Biennale di Venezia
  - Vecchio frack
  - Alex Roi, regista
  - Trionfo
  - Gentiluomini nella notte
  - L'ultima battaglia
  - Il dolore notturno
  - La bambola russa
  - Eppure battono alla porta
  - Gli strani rumori di Peterborough
  - Scandalo a Corte
  - Sciopero dei telefoni
  - Il corruttore
  - Sotto i nostri piedi
  - Gli ipocriti
  - Aneddoti sul grande muro
  - 14 luglio, ore 13.45: niente fine del mondo
  - Da leggere alle 13.38 di oggi
  - L'assassino
  - Servizio militare
  - Partire?
  - Cèvere
  - Alfredo Brilli, commercialista
  - Un complotto contro Ezzelino
  - I furbi
  - Il "voyeur"
  - Infantocrazia
  - Le vacanze del luminare
  - Chiamate il numero 5131313
  - Masinco
  - Frammenti:
    - La torre
    - La sosia
    - Il fantasma del passato
    - L'autostrada
    - Il cane
    - Napoleone
    - Il martire
    - Spiriti
    - Cipressi
    - Le foglie
    - La barca fantasma
    - Rumore
    - Il bisbiglio
    - Il busso alla porta

### La copertina (2003)
I due volumi della prima edizione del libro raffigurano in copertina due particolari di un dipinto dello stesso Buzzati, Il vicario di Stinfeld (1967), che rappresenta una donna vestita da pipistrello accanto a un palazzo tipico delle grandi città.

## Edizioni
- Le cronache fantastiche di Dino Buzzati, a cura di Lorenzo Viganò, Collana Oscar Scrittori moderni, Milano, Arnoldo Mondadori Editore, 2003, 2005, ISBN 978-88-045-3681-9. [esaurito]
- Le cronache fantastiche, edizione riveduta e ampliata, Introduzione e cura di Lorenzo Viganò, Collana Oscar Moderni Baobab, Milano, Mondadori, 2024, ISBN 978-88-047-8841-6.